# Monaco aux Jeux olympiques d'hiver de 2014
Monaco participe aux Jeux olympiques d'hiver de 2014 à Sotchi en Russie du 7 au 23 février 2014. Il s'agit de sa neuvième participation à des Jeux d'hiver. Cinq athlètes, quatre hommes et une femme, participent aux épreuves de bobsleigh et de ski alpin. Ils ne remportent pas de médaille.

## Délégation
Six athlètes monégasques, trois bobeurs et trois skieurs alpins, se rendent à Sotchi pour les Jeux olympiques d'hiver de 2014. Le bobeur Rudy Rinaldi est présent en tant que remplaçant. En plus des athlètes, la délégation compte le prince Albert II de Monaco et la princesse Charlène Wittstock ainsi qu'Henry Rey, président du Comité olympique monégasque, et S.E. Yvette Lambin-Berti, secrétaire général du Comité olympique monégasque. Le tableau suivant indique le nombre de sportifs monégasques inscrits dans chaque discipline :
| Sport     | Discipline | Hommes | Femmes | Total |
| --------- | ---------- | ------ | ------ | ----- |
| Bobsleigh | Bobsleigh  | 3      | 0      | 3     |
| Ski       | Ski alpin  | 2      | 1      | 3     |
| Total     | Total      | 5      | 1      | 6     |

## Cérémonies d'ouverture et de clôture
Comme cela est de coutume, la Grèce, berceau des Jeux olympiques, ouvre le défilé des nations, tandis que la Russie, en tant que pays organisateur, ferme la marche. Les autres pays défilent dans l'ordre alphabétique de la langue de la nation organisatrice, en l'occurrence le russe,. Monaco est la 48e des 88 délégations à entrer dans le Stade olympique Ficht de Sotchi, au cours du défilé des nations durant la cérémonie d'ouverture, entre la Moldavie et la Mongolie. Le porte-drapeau du pays est le skieur alpin Olivier Jenot. Le prince Albert II de Monaco et la princesse Charlène Wittstock assistent à la cérémonie.
La cérémonie de clôture également a lieu au Stade olympique Ficht. Les porte-drapeaux des différentes délégations entrent ensemble dans le stade olympique. Le drapeau de Monaco est porté par le bobeur Rudy Rinaldi.

## Compétitions

### Bobsleigh
Patrice Servelle et Sébastien Gattuso se qualifient pour l'épreuve de bob à deux. Le pilote Patrice Servelle participe à ses quatrièmes et derniers Jeux olympiques alors que le pousseur-freineur Sébastien Gattuso en est à ses cinquièmes Jeux (trois en hiver et deux en été).
Les bobeurs monégasques terminent 20e, 20e et 21e des trois premières manches. Ils sont 21e après trois manches et ne se qualifient pas pour la manche finale qui réunit les vingt meilleurs équipages. Servelle déclare : « C'est vrai qu'on est un peu déçu par la poussée. Mais il ne faut pas oublier que l'on a réussi quand même deux manches très intéressantes le premier soir. » Ils ne réalisent donc pas leur objectif, qui était de terminer parmi les vingt meilleurs.
| Athlète                             | Épreuve           | Manche 1 | Manche 1 | Manche 2 | Manche 2 | Manche 3 | Manche 3 | Manche 4      | Manche 4      | Total   | Total |
| Athlète                             | Épreuve           | Temps    | Rang     | Temps    | Rang     | Temps    | Rang     | Temps         | Rang          | Temps   | Rang  |
| ----------------------------------- | ----------------- | -------- | -------- | -------- | -------- | -------- | -------- | ------------- | ------------- | ------- | ----- |
| Sébastien Gattuso Patrice Servelle* | Bob à deux hommes | 57.50    | 20       | 57.30    | 20       | 57.80    | 26       | Non qualifiés | Non qualifiés | 2:52.60 | 21    |

* – Indique le pilote du bob

### Ski alpin
Trois athlètes monégasques, deux hommes et une femme, se qualifient pour les épreuves de ski alpin.
Arnaud Alessandria, âgé de 20 ans, se classe au 39e rang de la descente, à 6,48 secondes du champion olympique autrichien Matthias Mayer. Il ne termine pas les deux autres épreuves auxquelles il participe, le super combiné et le super G. Arnaud Alessandria est satisfait de l'expérience engrangée pendant ces Jeux. Olivier Jenot, skieur de 25 ans qui participe à ses deuxièmes Jeux olympiques après ceux de 2006, participe à quatre épreuves. Il se classe 28e du super combiné et 35e du super G et ne termine pas le slalom ni le slalom géant.
Du côté féminin, Alexandra Coletti participe à ses troisièmes Jeux olympiques à l'âge de 30 ans. Elle ne termine pas le super combiné. Quarante secondes après le départ de la descente, Alexandra Coletti chute lourdement et se fracture le pied. Elle est évacuée par hélicoptère.
| Athlète            | Épreuves             | Course 1 | Course 1 | Course 2 | Course 2 | Total   | Total |     |     |
| Athlète            | Épreuves             | Temps    | Rang     | Temps    | Rang     | Temps   | Rang  |     |     |
| ------------------ | -------------------- | -------- | -------- | -------- | -------- | ------- | ----- | --- | --- |
| Arnaud Alessandria | Super combiné hommes | 1:57.59  | 36       | DNF      | DNF      | DNF     | DNF   |     |     |
| Arnaud Alessandria | Descente hommes      | NC       | NC       | NC       | NC       | 2:12.71 | 39    |     |     |
| Arnaud Alessandria | Super G hommes       | NC       | NC       | NC       | NC       | DNF     | DNF   | DNF | DNF |
| Olivier Jenot      | Super combiné hommes | 1:59.81  | 45       | 56.01    | 25       | 2:55.82 | 28    |     |     |
| Olivier Jenot      | Slalom géant hommes  | DNF      | DNF      | DNF      | DNF      | DNF     | DNF   |     |     |
| Olivier Jenot      | Slalom hommes        | 55.89    | 59       | DNF      | DNF      | DNF     | DNF   |     |     |
| Olivier Jenot      | Super G hommes       | NC       | NC       | NC       | NC       | 1:22.20 | 35    |     |     |
| Alexandra Coletti  | Super combiné femmes | DNF      | DNF      | DNF      | DNF      | DNF     | DNF   |     |     |
| Alexandra Coletti  | Descente femmes      | NC       | NC       | NC       | NC       | DNF     | DNF   |     |     |